# Вулиця Підвальна (Львів)
Вулиця Підва́льна — вулиця на межі Галицького і Личаківського районів міста Львова. Сполучає вулицю Винниченка з площею Данила Галицького.

## Назва вулиці
На валу — перша назва вулиці, перша згадка про неї сягає 1801 року. Пізніше її називали вул. Збройовні вищою і нижчою, пляц Збройовні. Упорядкування почалося вже 1811 року. Через п'ять років, у зв'язку з приїздом до Львова імператора Австрії Франца І, була вирівняна і засаджена деревами площа біля сучасного будинку обласної Ради. У 1821 році за ініціативою губернського радника Вільгельма Рейценгейма поверхня валу була розрівняна та озеленена. Новий сквер стали називати Рейценгеймівкою, а пізніше — Губернаторськими валами.
Близько 1841 року з'являється нова назва — Валова вища, або Верхні вали (на противагу Нижнім валам — сучасному проспекту Свободи). Але якщо спочатку будинки ставилися на валу, то пізніше їх почали розташовувати нижче — під валом. І назву треба було лише санкціонувати офіційно. Від 1871 року вулиця мала назву Подвалє. Сучасна назва — від 1944 року.

## Історія вулиці
У середні віки трасою вулиці проходив східний бік міських укріплень. Ця ділянка вважалася найбільш небезпечною і тому була укріплена найсильніше. Подвійний ряд мурів з кількома вежами, два арсенали, рів, заповнений водою, високий вал з вежами і бастеями — такою у загальних рисах була система укріплень східного боку. Виникла вона не зразу — її будували понад 300 років. Спочатку було споруджено подвійний ряд мурів з чотирма вежами. У XV столітті збудовано Міський арсенал, який призначався для зберігання артилерії і водночас служив вузлом оборони. Посередині валу — Порохова вежа, найбільша з веж Львова. У XVII столітті в Європі з'явилися земляні оборонні споруди п'ятикутної форми — бастіони — і подібні до них, але менші за розміром — белюарди. У 1639 році розпочалося будівництво Королівського арсеналу і водночас — чотирьох белюардів на валу. На північ від Порохової вежі, на місці нинішнього будинку пожежної охорони, зведене потужне укріплення — Королівський белюард. З другого боку Порохової вежі до східної частини зовнішнього кільця міських фортифікацій входили зовнішня Босацька (Кармелітська) хвіртка (на місці ліцею № 8), так званий Белюардик (у сквері навпроти будівлі львівської облдержадміністрації), а на південно-східному розі укріплень на валу стояла Королівська бастея. Між цими фортифікаціями та Низьким муром уздовж нинішньої вулиці Підвальної був викопаний рів, який під час ворожих нападів наповнювали водою. У систему входило також болото на початку сучасної вулиці Кривоноса.
Через Підвальну 1894 року пролягла одна з перших у Львові трамвайних колій. Зигзагоподібний викрут цієї колії на початку вулиці має свою історію. За проєктом передбачалося, що при виході з вулиці Руської колія повертатиме не на Підвальній, а вище, біля сучасного будинку обласної Ради, де у той час розміщувалося Галицьке намісництво. Проєкт був максимально раціональним, бо передбачав лише один поворот. Але граф Казимир Фелікс Бадені, тодішній намісник Галичини, заявив: «Що?! Буде мені скреготіти під вікнами! Не дозволю!». Примха вельможного пана зробила проєкт значно дорожчим, не кажучи вже про незручність — три повороти замість одного та жахливий скрегіт коліс. Цей зигзаг «вдячні» львів'яни негайно охрестили «закрутом Бадені».
У 1977 році через спорудження пам'ятника Івану Федорову було впорядковано невеликий сквер перед Успенською церквою. Під час земляних робіт виявили залишки фундаментів Високого та Низького мурів, а також вежі Мулярів. У вежі Мулярів виявили підземний хід, який пролягав до міського каналізаційного колектора.

## Будинки вулиці Підвальної

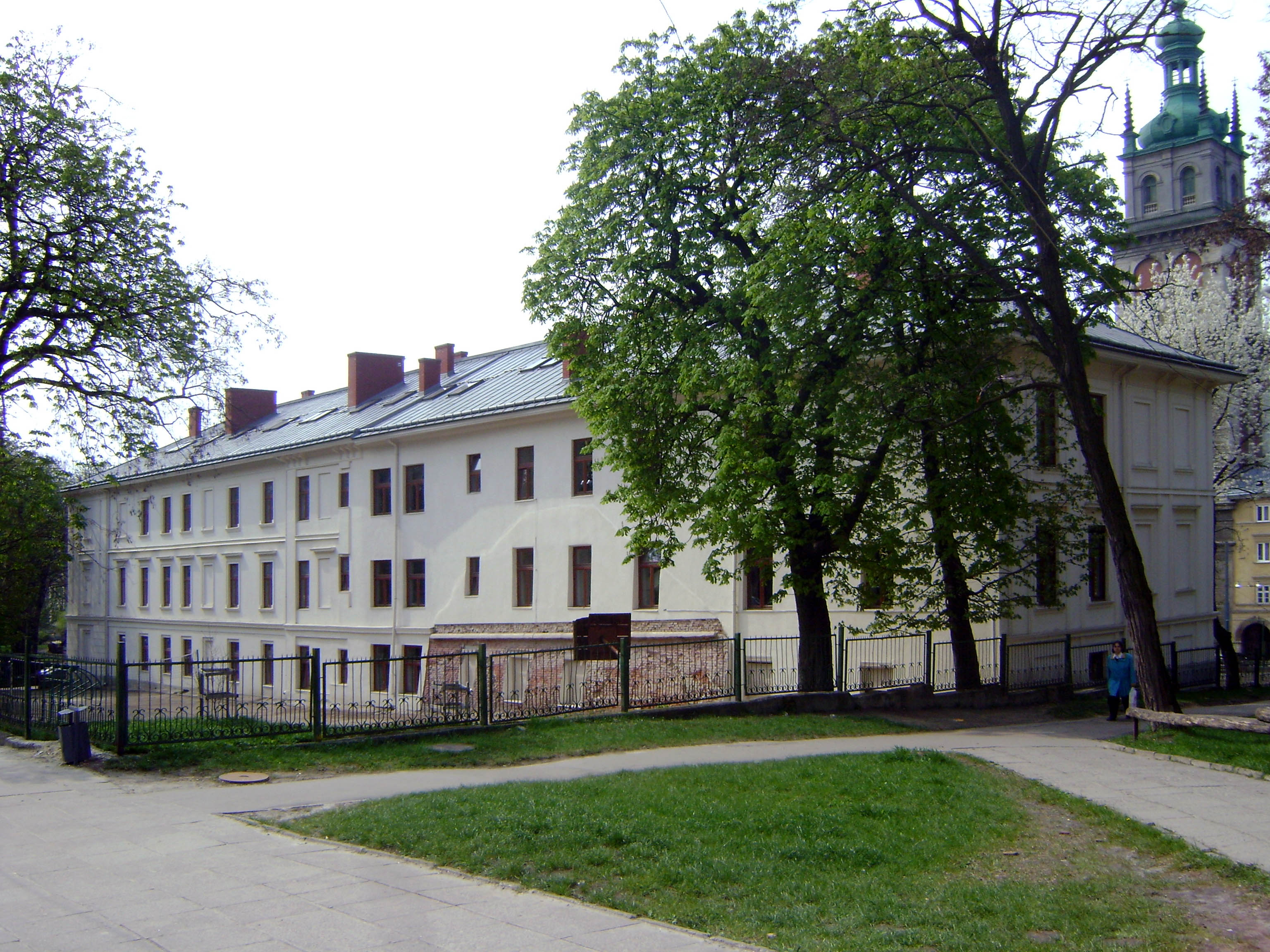
Ліцей № 8 Львівської міської ради

Будинок № 2 — Ліцей № 8 Львівської міської ради. Найстарше шкільне приміщення Львова, збудоване 1809 року. В стіні школи збереглися рештки колишніх міських укріплень. 1818 року в будинку відкрилася німецька гімназія. До 1844 року будівлю суттєво перебудовано, зведено північне крило ймовірно за проєктом архітектора Йогана Зальцмана. Нагляд за будівництвом вів ймовірно Флоріан Ондерка. За Польщі тут містилася Друга міська гімназія імені Кароля Шайнохи.
Будинок № 3 — чотириповерхова чиншова кам'яниця на розі вулиць Валової, Підвальної та Братів Рогатинців споруджена у 1910—1912 роках за проєктом львівського архітектора Карела Боубліка для купця Мавриція Шпрехера та доктора Макса Шпрехера. У декорі використано мотиви історизму, тобто поєднання елементів неоренесансу, неоготики та віденської сецесії. Кам'яниця складається з двох частин, які мають різні адреси — вул. Підвальна, 3 та вул. Валова, 31, але візуально сприймається як один двосекційний будинок. У міжвоєнний період власником будинку під № 3 була єврейська видавнича спілка «Хвиля». За радянських часів у будинку містилися редакції обласних львівських газет «Вільна Україна», «Львовская правда», «Ленінська молодь», журналу «Жовтень», «Облвидав», Книжково-журнальне видавництво. Нині вся кам'яниця використовується як офісний центр, зокрема, тут від радянських часів міститься видавництво «Каменяр», а також Львівське обласне добровільне товариство захисту дітей-інвалідів та хворих на ДЦП «Надія», ТРК «Перший Західний», видавництво «Край», Українське інформаційне агентство «LUFA». Будинок внесений до Реєстру пам'яток архітектури місцевого значення під охоронним № 216-м.
Будинок № 4 — Порохова вежа. Як уже зазначалося, найбільша у системі фортифікацій Львова. Споруджена з каміння старого Міського арсеналу у 1556 році. У мирний час використовувалася як склад зерна. За середньовічною традицією вежу прикрасили ззовні скульптурою. Якими були ці прикраси, ми можемо тільки гадати, оскільки їх знищили під час реставрації 1821 року, а описів чи малюнків немає. Про призначення вежі можна судити з назви — тут зберігали порох. Назва зазначається у документах, датованих 1651 роком.
З Порохової вежі у 1559 році Лукаш Ґурка обстрілював домініканський монастир, домагаючись видачі Гальшки Острозької. З неї ж у 1648 році нащадок Убальдіні стріляв у Богдана Хмельницького. Куля зарилася в землю біля копит коня гетьмана… У 1768 році вежа була продана львівському старості Яну Кіцькому, але пізніше знову повернена місту.
Після захоплення Галичини Австрією вежа знаходилася в розпорядженні австрійського війська. У 1895 році була викуплена містом. Були різні проєкти використання вежі — влаштувати музей-лапідарій (сховище кам'яних пам'яток), перенести сюди міський архів, — але жоден з них не був втілений у життя.
Загалом майже 200 років, починаючи від австрійської окупації, вежа використовувалася як склад. І лише у наші дні старовинній споруді знайдено інше застосування. Після проведення ґрунтовної реконструкції тут у 1959 році розмістився Будинок архітектора. Вхід прикрасили дві фігури сплячих левів. Вежа займає велику площу, але внутрішні приміщення малі. І дивного тут нічого нема — адже стіни її 3 м завтовшки. 
У 2016 році в Будинку архітектора відкрився Центр архітектури, дизайну та урбаністики «Порохова вежа». 

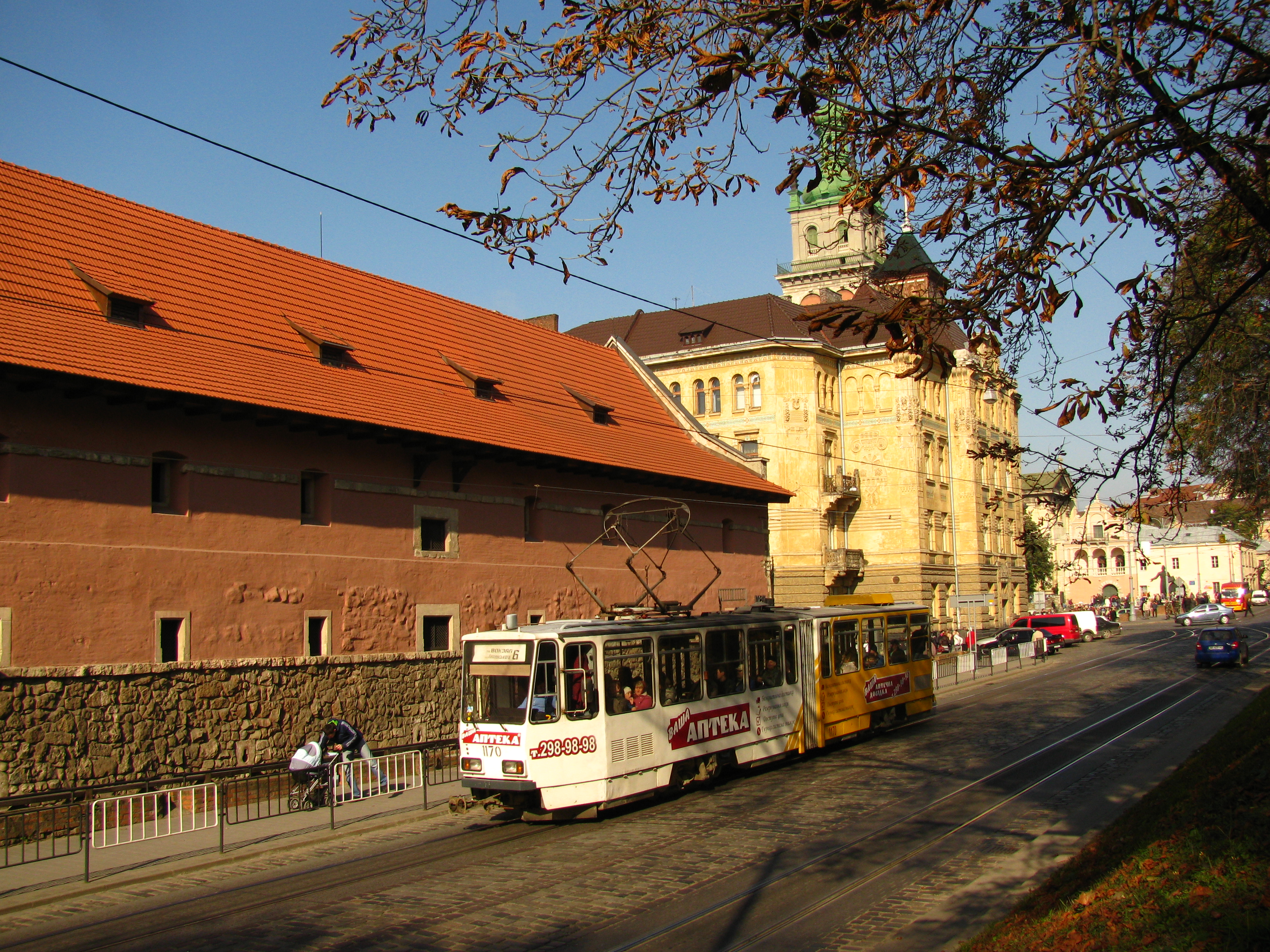
Вулиця в районі Міського арсеналу

Будинок № 5 — Міський арсенал. Збудований під керівництвом майстра Івана Лиса у 1556 році на місці старого, який існував вже у 1430 році. Поряд розміщувався склад боєприпасів. Встановлено, що у 1582 році перед арсеналом була споруджена ливарня гармат (будівничий Себастьян(?) Мочиґемба).
Арсенал мав своїх коней — розвозити зброю. Стайня знаходилась під стіною біля вежі Корнякта. Її розібрали лише у 1835 році, коли вже й мурів не залишилось. Але оскільки з 1780 року тут стояли коні губернатора, так би мовити, приватний гараж, то її навіть не чіпали.
Арсенал, прибудований до Високого муру, — потужний вузол оборони. Грубі стіни з численними бійницями, вежі Токарів і Канатників з півночі та Шевців з півдня, бастея перед будівлею робили арсенал майже неприступним.
За арсеналом починалася територія єврейського кварталу.
У вежі Токарів і Канатників мешкав міський кат з помічником та родиною; тут же відбувалися допити й катування. На початку XVII століття кат мав конфлікт з єврейською громадою, внаслідок чого одержав інше житло, а вежа перейшла в оренду до євреїв.
У XVIII столітті арсенал використовувався як в'язниця. У 1768—1770 роках тут були ув'язнені гайдамаки — учасники Коліївщини. Пам'ять про них увічнена у меморіальній таблиці, що встановлена на стіні арсеналу. Австрійська влада хотіла у 1777 році перебудувати арсенал у в'язницю, але тривалий час не могли знайти на це грошей, а у 1800 році під в'язницю було облаштовано монастир взутих кармелітів.
Наприкінці XVIII століття під час засипання рову було також засипано нижній поверх арсеналу. Для складу, який тут влаштували у 1800 році, було замало приміщень, що залишились на верхніх поверхах, і тому збудували третій поверх. Про нижній поверх взагалі забули, і він був розритий лише у 1970-х роках під час проведення реставраційних робіт.
У листопаді 1918 року тут містилися склади Української харчової управи. Нині в арсеналі міститься один із відділів львівського історичного музею — музей зброї, відкритий у 1981 році — єдиний музей такого типу в Україні та й на території колишнього СРСР. У нижньому поверсі — виставковий зал.
Як вже згадувалося, з півдня до арсеналу прилягала вежа Кравців. Наприкінці XVIII століття ЇЇ розібрали, а на цьому місці в стіну арсеналу 1799 року вмурували плити з гербами Львова, Яна Собеського та Станіслава Яблоновського, зняті з Королівської бастеї. Під час реставрації арсеналу у 1980 році плити зняли та зробили імітацію конструкції давньої вежі.
Будинок № 6. У XVII столітті на цьому місці стояв бастіон. 1890 року архітектор М. Шмітт побудував тут літній театр. У 1897 році на території літнього театру розташовувався тимчасовий павільйон кінотеатру «Континентальний театр Еден». Керівником кінотеатру був Б. Шенк. Для проведення кіносеансів пропонувалася змішана форма демонстрації стрічок за допомогою тауматографа Едісона та виступів акторів. Невдовзі літній театр розібрали. 
Засідання спеціальної комісії магістрату, яке відбулося 15 жовтня 1898 року, ухвалила нове будівництво на місці колишнього театру. Проєкт нової пожежної стражниці представив інженер Ігнатій Брунек. Однак члени комісії визнали, що необхідно врахувати й закордонний досвід й до Німеччини відрядили спеціалістів, які відвідали Берлін, Бремен та Гамбург. Новий проєкт з кошторисом будівельних робіт затвердили у лютому 1899 року. Проєктом передбачалося: створити приміщення казарм для пожежників, депо бочковозів, стайні для коней, а також розмістити станцію термінової медичної допомоги, кабінет міського хіміка, телеграфно-телефонна станцію.
Будівництво розпочали у вересні 1899 року. Усі земляні та будівельні роботи виконувалися під керівництвом будівничого Володимира Підгородецького. Будівництво пожежної стражниці завершено у 1901 році, а 22 червня того ж року відбулося посвячення будинку. Будівля виконана в неоготичному стилі, фасади мають хроматичне вирішення — виконані з двоколірної нетинькованої цегли. Акцентом у композиції фасаду виступає наріжний профіль з колонним портиком та причілком зі скульптурою святого Флоріана, покровителя пожежних (автор скульптури Петро Війтович), розташованим над входом в будівлю.
Вхід з вул. Підвальної, тут на початку XX століття була міська телефонна станція і певний час — управління водогону, а також від 1893 року діяла станцію термінової медичної допомоги (на конях).
Будинок № 7. У XVI—XVII століттях на цьому місці стояла кам'яниця міщанина Івана Білдаги. У підвалі будинку після смерті Івана Федорова декілька років зберігалося устаткування його друкарні. Сучасний будинок композиційне становить єдине ціле з будинком на вулиці Руській, 20. Споруджений у 1906 році у стилі української сецесії. Першим його власником була українська спортивна організація «Сокіл-батько», тому будівля називалася «Будинком Сокола». Містилися тут й інші організації, зокрема акційна спілка Земельного іпотечного банку, найбільшим вкладником якого був митрополит Андрей Шептицький.
У 1920-х роках тут був зал засідань «Руської бесіди». У 1927 році відбулася прем'єра п'єси Ярослава Галана «Дон Кіхот із Еттен-гайма», що отримала першу премію.

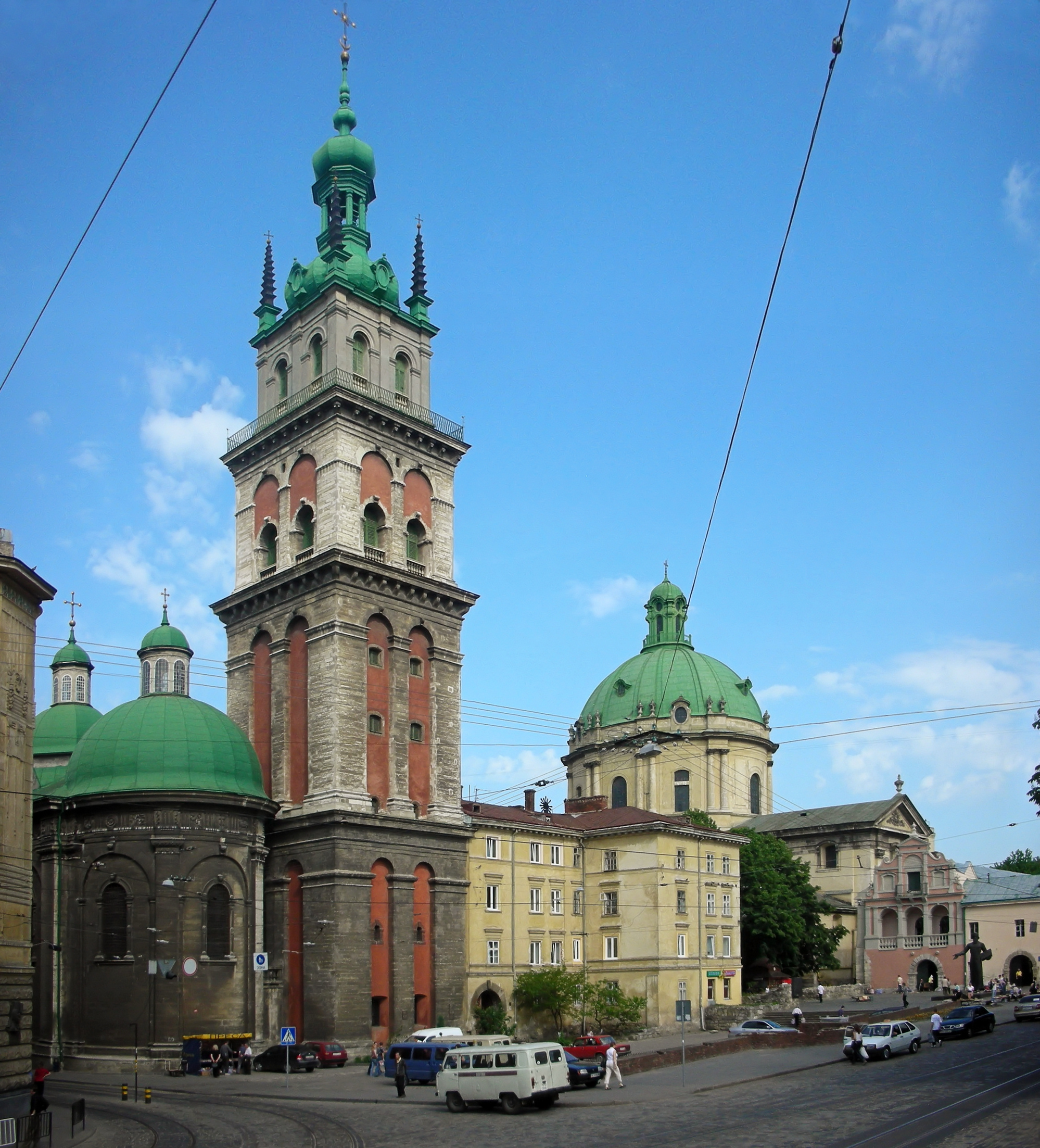
Успенська церква (комплекс)

Будинок № 9. Пам'ятка архітектури місцевого значення. Давня кам'яниця на цьому місці належала Леоновичам, Дзьоковським і Ланобардам. Тут містилися братський архів і бібліотека, що згоріли під час пожежі в успенському комплексі 1779 року. Відбудовано у 1799—1801 роках під керівництвом архітектора Максиміліана фон Круса. Також під номером 9 розташовані Вежа Корнякта — пам'ятка архітектури національного значення у Львові та Каплиця трьох святителів — пам'ятка архітектури, частина комплексу Успенської церкви у Львові.
Будинок № 11 зведений на рештках вежі Мулярів, спорудженої наприкінці XVI століття і знесеної через 200 років. Фундаменти вежі були виявлені під час спорудження пам'ятника Івану Федорову. Тоді ж відкрили рештки Високого і Низького мурів і надбудували — показали трасу і конструкцію. У вежі відшукали підземний хід, який пролягав до міського каналізаційного колектора. А між мурами у 1977 році встановили пам'ятник Івану Федорову (скульптори Валентин Борисенко, Валентин Подольський, архітектор Анатолій Консулов, інженер-конструктор Григорій Шевчук).
Будинок № 13 — Королівський арсенал. На цьому місці вже 1575 року розташовувався так званий Малий арсенал. Через те, що у XVII столітті він виявився занадто малим, то у 1639—1646 роках на його місці був зведений новий (за проєктом Павла Ґродзицького). Він дістав назву Королівського, оскільки 2/3 вартості будівництва сплатив король.
Як і Міський арсенал, Королівський був прибудований до Високого муру і входив до системи укріплень. Цікава його внутрішня схема. У разі штурму — це пастка для тих, хто увірветься у двір, бо кожна точка двору прострілюється з вікон.
При арсеналі діяли ливарня і майстерні. Над внутрішнім порталом стояла скульптурна група «Михайло-архангел вражає сатану», її виготовив львівський майстер Каспер Франке у 1638 році. У 1704 році вона була пошкоджена шведським ядром. У 1821 році скульптуру перекинув вітер, при падінні вона постраждала, але була реставрована 1824 року. У 1866 році цю скульптурну групу встановили на Гетьманських валах — центральній алеї нинішнього проспекту Свободи. Хулігани обламали позолочені крила Архангела Михаїла. Тоді ЇЇ забрали, тривалий час вона поневірялася на складах і врешті-решт потрапила до музею. Нині зберігається в Музеї зброї.
Арсенал виконував свої безпосередні функції до 1768 року. Від 1927 року приміщення використовують під державний архів. Після 1939 року тут містяться фонди Центрального державного історичного архіву України та дирекція Державного архіву Львівської області.
На площі, що навпроти будівлі архіву 26 листопада 1977 року встановлений пам'ятник першодрукареві Іванові Федорову (автори — скульптори Валентин Борисенко, Валентин Подольський та архітектор Анатолій Консулов).
Будинок № 17. У 1898 році тут містилося Товариство для розвою руської штуки (тепер Навчальний корпус №2 Української академії друкарства). Станом на осінь 2019 року у будинку розміщені два факультети (Заочний факультет та Факультет перепідготовки і підвищення кваліфікації). Будинок складається з двох корпусів, що прилягають один до одного. Один з них — триповерховий, виходить бічним фасадом на вулицю Лесі Українки, 45, споруджений у 1891 році за проєктом Юліуша Гохберґера для жіночої та чоловічої школи імені Станіслава Сташиця. Інший, збудований у 1920-х роках, займала чоловіча школа імені Пірамовича. У 1944—1945 роках обидва приміщення використовував поліграфічний технікум. Пізніше приміщення передали Українському поліграфічному інституту (від 1994 року — Українська академія друкарства).